# اليساندرو فيليبي اولتراماري
اليساندرو فيليبي اولتراماري (30 مارس 1988 بكاسكافل في البرازيل - ) هو لاعب كرة قدم برازيلي في مركز حراسة المرمى. لعب مع غريميو بورتو أليغرينزي ونادي فاسكو دا غاما ونادي فلومينينسي وClube Esportivo Aimoré ‏ ونادي ناوتيكو.

## وصلات خارجية
- اليساندرو فيليبي اولتراماري على موقع قاعدة بيانات كرة القدم.إي يو (الإنجليزية)
- اليساندرو فيليبي اولتراماري على موقع Soccerway.com (الإنجليزية)